# Interpelación (Perú)
La interpelación a los Ministros de Estado en Perú es un procedimiento parlamentario mediante el cual el Congreso de la República cita a algún miembro del Gabinete Ministerial para cuestionarle sobre algún tema.

## Procedimiento
La Constitución Política del Perú de 1993 establece:

Artículo 131
 Es obligatoria la concurrencia del Consejo de Ministros, o de cualquiera de los ministros, cuando el Congreso los llama para interpelarlos.
La interpelación se formula por escrito. Debe ser presentada por no menos del quince por ciento del número legal de congresistas. Para su admisión, se requiere el voto del tercio del número de representantes hábiles; la votación se efectúa indefectiblemente en la siguiente sesión.
El Congreso señala día y hora para que los ministros contesten la interpelación. Esta no puede realizarse ni votarse antes del tercer día de su admisión ni después del décimo.

Sobre ello, el Reglamento del Congreso de la República regula: 

Artículo 83 - Interpelación de los miembros del Consejo de Ministros

a) El pedido de interpelación se formula mediante moción de orden del día, firmada por no menos del quince por ciento del número legal de Congresistas y acompañada del respectivo pliego interpelatorio. Tiene preferencia en el Orden del Día y es vista antes que cualquier otra moción pendiente en la agenda.
b) Para la admisión de la moción de interpelación se requiere el voto de por lo menos el tercio de Congresistas hábiles. La votación se efectúa indefectiblemente en la siguiente sesión a aquella en que se dio cuenta de la moción.
c) El Pleno del Congreso acuerda día y hora para que los Ministros contesten la interpelación, lo que les será comunicado con anticipación, acompañando el pliego respectivo. La interpelación no puede realizarse, en ningún caso, antes del tercer día siguiente a la votación ni después del décimo. Si fuera necesario se cita, para este efecto, a una sesión especial.

## Historia
La interpelación se encuentra contemplada desde la redacción de la Constitución Política del Perú de 1860, la cual establecía:

Artículo 103. Los Ministros pueden presentar al Congreso, en todo tiempo, los proyectos de ley que juzguen convenientes; y concurrir a los debates del Congreso, o de cualquiera de las Cámaras; pero deben retirarse antes de la votación. Concurrirán, igualmente, a la discusión, siempre que el Congreso, o cualquiera de las Cámaras los llame; y tanto en este caso, como en el anterior, contestarán a las interpelaciones que se les hicieren
Constitución Política del Perú de 1860

En la breve Constitución Política del Perú de 1867 también se consideraba:

Artículo 95. Los Ministros pueden presentar al Congreso en todo el tiempo los proyectos de ley que juzguen convenientes; y concurrir a los debates, debiendo retirarse antes de la votación. Deben concurrir igualmente a las discusiones, siempre que el Congreso los llame, y tanto en este caso como en el anterior, contestarán a las interpelaciones que se les hicieren
Constitución Política del Perú de 1867

En la Constitución de 1920 no consideró la interpelación ministerial.
La Constitución de 1933 consideró a la interpelación como un derecho individual de cada parlamentario y exigió un número no muy alto de votos para la admisión

Artículo 169. Es obligatoria la concurrencia del Consejo de Ministros, o de cualquiera de los Ministros, siempre que el Congreso o cualquiera de las Cámaras los llame para interpelarlos.

Artículo 170. La interpelación se formulará por escrito. Para su admisión se requiere no menos del quinto de los votos de los representantes hábiles.
Artículo 171. El Congreso, o la Cámara, señalará día y hora para que los Ministros contesten las interpelaciones.
Constitución Política del Perú de 1933

La Constitución de 1979 eliminó el derecho individual de los congresistas a interpelar y la estableció como un derecho colectivo. De la misma manera, consideró un plazo de "enfriamiento" entre la admisión de la interpelación y la realización de la misma

Artículo 225. Es obligatoria la concurrencia del Consejo de Ministros o de cualesquiera de los Ministros, cuando la Cámara de Diputados los llama para interpelarlos.

La interpelación se formula por escrito. Debe ser presentada por no menos del quince por ciento del número legal de Diputados. Para su admisión, se requiere el voto de no menos del tercio del número de representantes hábiles. La Cámara señala día y hora para que los Ministros contesten la interpelación. Esta no puede realizarse antes del tercer día de su admisión
Constitución para la República del Perú de 1979

## Interpelaciones realizadas
| Periodo parlamentario | Presidente de la República    | Año  | Ministro                                                                              | Cargo                                                                                 | Fecha de interpelación       |
| --------------------- | ----------------------------- | ---- | ------------------------------------------------------------------------------------- | ------------------------------------------------------------------------------------- | ---------------------------- |
| 1868-1870             | José Balta y Montero          | 1868 | José Antonio Barrenechea y Morales                                                    | Ministro de Justicia                                                                  | 2 de septiembre de 1868      |
| 1868-1870             | José Balta y Montero          | 1868 | José Antonio Barrenechea y Morales                                                    | Ministro de Relaciones Exteriores                                                     | 12 de setiembre de 1868      |
| 1868-1870             | José Balta y Montero          | 1869 | José Antonio Barrenechea y Morales                                                    | Ministro de Relaciones Exteriores y encargado de Hacienda                             | 2 de enero de 1869           |
| 1868-1870             | José Balta y Montero          | 1869 | Pedro Gálvez Egúsquiza                                                                | Ministro de Gobierno y Policía                                                        | 21 de enero de 1869          |
| 1868-1870             | José Balta y Montero          | 1870 | Manuel Santa María                                                                    | Ministro de Gobierno y Policía                                                        | 28 de octubre de 1870        |
| 1872-1876             | Manuel Pardo y Lavalle        | 1874 | Francisco Rosas Balcázar                                                              | Ministro de Gobierno y Policía                                                        | 24 de agosto de 1874         |
| 1872-1876             | Manuel Pardo y Lavalle        | 1875 | José de la Riva Agüero y Looz Corswarem                                               | Ministro de Relaciones Exteriores y encargado de Guerra                               | enero de 1875                |
| 1872-1876             | Manuel Pardo y Lavalle        | 1876 | José Nicolás de Araníbar y Llano                                                      | Ministro de Hacienda y Comercio                                                       | 23 de octubre de 1876        |
| 1872-1876             | Manuel Pardo y Lavalle        | 1876 | Manuel González de la Cotera                                                          | Ministro de Gobierno y Policía                                                        | 10 de noviembre de 1876      |
| 1876-1878             | Manuel Pardo y Lavalle        | 1877 | Manuel González de la Cotera                                                          | Ministro de Gobierno y Policía                                                        | 9 de enero de 1877           |
| 1889-1891             | Andrés Avelino Cáceres        | 1889 | Aurelio Denegri Valega                                                                | Presidente del Consejo de Ministros y Ministro de Gobierno y Policía                  | 24 de enero de 1889          |
| 1889-1891             | Remigio Morales Bermúdez      | 1891 | Gabinete presidido por Mariano Nicolás Valcárcel                                      | Gabinete presidido por Mariano Nicolás Valcárcel                                      | julio de 1891                |
| 1892-1894             | Remigio Morales Bermúdez      | 1893 | Pedro José Zavala                                                                     | Ministro de Gobierno y Policía                                                        | 21 de agosto de 1893         |
| 1895-1900             | Eduardo López de Romaña       | 1900 | Enrique de la Riva Agüero Riglos                                                      | Presidente del Consejo de Ministros y Ministro de Relaciones Exteriores               | 14 de agosto de 1900         |
| 1901-1906             | Eduardo López de Romaña       | 1901 | Domingo Almenara Butler                                                               | Presidente del Consejo de Ministros y Ministro de Hacienda y Comercio                 | 13 de agosto de 1901         |
| 1901-1906             | Eduardo López de Romaña       | 1901 | Felipe de Osma y Pardo                                                                | Ministro de Relaciones Exteriores                                                     | 3 de setiembre de 1901       |
| 1901-1906             | Serapio Calderón              | 1904 | Juan de Dios Quintana                                                                 | Ministro de Gobierno y Policía                                                        | 25 de agosto de 1904         |
| 1901-1906             | José Pardo y Barreda          | 1905 | Javier Prado y Ugarteche                                                              | Ministro de Relaciones Exteriores                                                     | 9 de enero de 1905           |
| 1907-1912             | José Pardo y Barreda          | 1907 | Agustín Tovar Aguilar                                                                 | Presidente del Consejo de Ministros y Ministro de Gobierno y Policía                  | octubre de 1907              |
| 1907-1912             | José Pardo y Barreda          | 1908 | Juan Norberto Eléspuru Laso de la Vega                                                | Ministro de Guerra                                                                    | 1908                         |
| 1907-1912             | Augusto Leguía y Salcedo      | 1909 | Rafael Villanueva Cortés                                                              | Presidente del Consejo de Ministros y Ministro de Gobierno y Policía                  | 12 de agosto de 1909         |
| 1907-1912             | Augusto Leguía y Salcedo      | 1910 | Ernesto Zapata                                                                        | Ministro de Guerra                                                                    | febrero de 1910              |
| 1907-1912             | Augusto Leguía y Salcedo      | 1910 | Melitón Porras Osores                                                                 | Ministro de Relaciones Exteriores                                                     | agosto de 1919               |
| 1907-1912             | Augusto Leguía y Salcedo      | 1911 | Enrique Basadre Stevenson                                                             | Presidente del Consejo de Ministros y Ministro de Gobierno y Policía                  | 4 de agosto de 1911          |
| 1907-1912             | Augusto Leguía y Salcedo      | 1911 | José R. Pizarro                                                                       | Ministro de Guerra                                                                    | 4 de agosto de 1911          |
| 1907-1912             | Augusto Leguía y Salcedo      | 1912 | Flavio A. Castañeda                                                                   | Ministro de Hacienda y Comercio                                                       | 24 de septiembre de 1912     |
| 1907-1912             | Augusto Leguía y Salcedo      | 1912 | José Manuel García                                                                    | Ministerio de Fomento                                                                 | 24 de octubre de 1912        |
| 1913-1918             | Guillermo Billinghurst Angulo | 1913 | Enrique Varela Vidaurre                                                               | Presidente del Consejo de Ministros y Ministro de Guerra                              | 1913                         |
| 1913-1918             | José Pardo y Barreda          | 1918 | Germán Arenas y Loayza                                                                | Ministro de Hacienda y Comercio                                                       | 10 de abril de 1918          |
| 1913-1918             | José Pardo y Barreda          | 1918 | Héctor Escardó Salazar                                                                | Ministerio de Fomento                                                                 | 10 de abril de 1918          |
| 1932-1936             | Luis Miguel Sánchez Cerro     | 1933 | Ignacio A. Brandariz López-Mujica                                                     | Ministro de Hacienda y Comercio                                                       | 8 de marzo de 1933           |
| Constitución de 1933  |                               |      |                                                                                       |                                                                                       |                              |
| 1945-1948             | José Luis Bustamante y Rivero | 1945 | Enrique Basombrío Echenique                                                           | Ministro de Agricultura y Alimentación                                                | 20 de setiembre de 1945      |
| 1945-1948             | José Luis Bustamante y Rivero | 1945 | Rafael Belaúnde Diez Canseco                                                          | Presidente del Consejo de Ministros y Ministro de Gobierno y Policía                  | diciembre de 1945            |
| 1945-1948             | José Luis Bustamante y Rivero | 1947 | Manuel Odría Amoretti                                                                 | Ministro de Gobierno y Policía                                                        | 28 de febrero de 1947        |
| 1956-1962             | Manuel Prado Ugarteche        | 1957 | Ignacio Masías García                                                                 | Ministro de Agricultura y Alimentación                                                | septiembre de 1957           |
| 1956-1962             | Manuel Prado Ugarteche        | 1958 | Antonio Pinilla Sánchez-Concha                                                        | Ministra de Trabajo y Asuntos Indígenas                                               | setiembre de 1958            |
| 1956-1962             | Manuel Prado Ugarteche        | 1959 | Carlos Carrillo Smith                                                                 | Ministro de Gobierno y Policía                                                        | febrero de 1959              |
| 1956-1962             | Manuel Prado Ugarteche        | 1959 | Francisco Sánchez-Moreno Moscoso                                                      | Ministro de Salud Pública                                                             |                              |
| 1956-1962             | Manuel Prado Ugarteche        | 1960 | Pedro Beltrán Espantoso                                                               | Presidente del Consejo de Ministros y Ministro de Hacienda y Comercio                 | octubre de 1960              |
| 1956-1962             | Manuel Prado Ugarteche        | 1960 | Raúl Porras Barrenechea                                                               | Ministro de Relaciones Exteriores                                                     |                              |
| 1963-1968             | Fernando Belaúnde Terry       | 1963 | Julio Óscar Trelles Montes                                                            | Presidente del Consejo de Ministros y Ministro de Gobierno y Policía                  | 30 de diciembre de 1963      |
| 1963-1968             | Fernando Belaúnde Terry       | 1964 | Francisco Miró Quesada Cantuarias                                                     | Ministro de Educación Pública                                                         | 1 de octubre de 1964         |
| 1963-1968             | Fernando Belaúnde Terry       | 1965 | Víctor Ganoza Plaza                                                                   | Ministro de Agricultura y Alimentación                                                | 18 de febrero de 1965        |
| 1963-1968             | Fernando Belaúnde Terry       | 1966 | Miguel Dammert Muelle                                                                 | Ministra de Trabajo y Comunidades                                                     | 24 de octubre de 1966        |
| 1963-1968             | Fernando Belaúnde Terry       | 1966 | Javier Alva Orlandini                                                                 | Ministro de Gobierno y Policía                                                        | 24 de octubre de 1966        |
| 1963-1968             | Fernando Belaúnde Terry       | 1966 | Carlos Cueto Fernandini                                                               | Ministro de Educación Pública                                                         | diciembre de 1966            |
| 1963-1968             | Fernando Belaúnde Terry       | 1968 | Carlos Velarde Cabello                                                                | Ministro de Gobierno y Policía                                                        | septiembre de 1968           |
| Constitución de 1979  |                               |      |                                                                                       |                                                                                       |                              |
| 1980-1985             | Fernando Belaúnde Terry       | 1982 | Consejo de Ministros, presidido por Manuel Ulloa Elías                                | Consejo de Ministros, presidido por Manuel Ulloa Elías                                | 16 de setiembre de 1982      |
| 1980-1985             | Fernando Belaúnde Terry       | 1983 | Fortunato Quesada Lagarrigue                                                          | Ministro de Pesquería                                                                 | 4 de octubre de 1983         |
| 1985-1990             | Alan García                   | 1987 | Consejo de Ministros, presidido por Luis Alva Castro                                  | Consejo de Ministros, presidido por Luis Alva Castro                                  | 16 y 17 de setiembre de 1986 |
| 1985-1990             | Alan García                   | 1988 | Consejo de Ministros, presidido por Guillermo Larco Cox                               | Consejo de Ministros, presidido por Guillermo Larco Cox                               | 26 y 27 de abril de 1988     |
| 1985-1990             | Alan García                   | 1989 | Consejo de Ministros, presidido por Armando Villanueva                                | Consejo de Ministros, presidido por Armando Villanueva                                | 20 de abril de 1989          |
| 1990-1992             | Alberto Fujimori              | 1990 | Carlos Torres y Torres Lara                                                           | Ministro de Trabajo y Promoción Social                                                | 20 de setiembre de 1990      |
| 1990-1992             | Alberto Fujimori              | 1991 | Gabinete presidido por Carlos Torres y Torres Lara, Ministro de Relaciones Exteriores | Gabinete presidido por Carlos Torres y Torres Lara, Ministro de Relaciones Exteriores | 28 de mayo de 1991           |
| 1990-1992             | Alberto Fujimori              | 1991 | Enrique Rossl Link                                                                    | Ministro de Agricultura                                                               | 19 de noviembre de 1991      |
| 1993-1995             | Alberto Fujimori              | 1993 | Alberto Varillas Montenegro                                                           | Ministro de Educación                                                                 | 27 de abril de 1993          |
| Constitución de 1993  |                               |      |                                                                                       |                                                                                       |                              |
| 1995-2000             | Alberto Fujimori              | 1996 | Alberto Pandolfi Arbulú                                                               | Presidente del Consejo de Ministros                                                   | 26 de setiembre de 1996      |
| 1995-2000             | Alberto Fujimori              | 1996 | Juan Briones Dávila                                                                   | Ministro del Interior                                                                 | 26 de setiembre de 1996      |
| 1995-2000             | Alberto Fujimori              | 1996 | Tomás Castillo Meza                                                                   | Ministro de Defensa                                                                   | 26 de setiembre de 1996      |
| 1995-2000             | Alberto Fujimori              | 1997 | Jorge González Izquierdo                                                              | Ministra de Trabajo y Promoción Social                                                | 8 de mayo de 1997            |
| 1995-2000             | Alberto Fujimori              | 1997 | Alberto Pandolfi Arbulú                                                               | Presidente del Consejo de Ministros                                                   | 8 de mayo de 1997            |
| 1995-2000             | Alberto Fujimori              | 1997 | Jorge Camet Dickmann                                                                  | Ministro de Economía y Finanzas                                                       | 2 de octubre de 1997         |
| 1995-2000             | Alberto Fujimori              | 1998 | Jorge Camet Dickmann                                                                  | Ministro de Economía y Finanzas                                                       | 20 de abril de 1998          |
| 2001-2006             | Alejandro Toledo              | 2001 | Fernando Olivera Vega                                                                 | Ministro de Justicia                                                                  | 4 de diciembre de 2001       |
| 2001-2006             | Alejandro Toledo              | 2001 | Fernando Rospigliosi Capurro                                                          | Ministro del Interior                                                                 | 4 de diciembre de 2001       |
| 2001-2006             | Alejandro Toledo              | 2001 | David Waisman Rjavinsthi                                                              | Ministro de Defensa                                                                   | 4 de diciembre de 2001       |
| 2001-2006             | Alejandro Toledo              | 2003 | Javier Reátegui Rosselló                                                              | Ministro de Transportes y Comunicaciones                                              | 26 de marzo de 2003          |
| 2001-2006             | Alejandro Toledo              | 2003 | Francisco Gonzales García                                                             | Ministro de Agricultura                                                               | 15 de octubre de 2003        |
| 2001-2006             | Alejandro Toledo              | 2004 | Pedro Pablo Kuczynski Godard                                                          | Ministro de Economía y Finanzas                                                       | 15 de abril de 2004          |
| 2001-2006             | Alejandro Toledo              | 2004 | Fernando Rospigliosi Capurro                                                          | Ministro del Interior                                                                 | 29 de abril de 2004          |
| 2001-2006             | Alejandro Toledo              | 2004 | Carlos Ferrero Costa                                                                  | Presidente del Consejo de Ministros                                                   | 17 de noviembre de 2004      |
| 2001-2006             | Alejandro Toledo              | 2004 | José Ortiz Rivera                                                                     | Ministro de Transportes y Comunicaciones                                              | 17 de noviembre de 2004      |
| 2001-2006             | Alejandro Toledo              | 2006 | Pedro Pablo Kuczynski Godard                                                          | Presidente del Consejo de Ministros                                                   | 18 de mayo de 2006           |
| 2006-2011             | Alan García                   | 2006 | Juan Valdivia Romero                                                                  | Ministro de Energía y Minas                                                           | 22 de noviembre de 2006      |
| 2006-2011             | Alan García                   | 2007 | Jorge del Castillo Galvez                                                             | Presidente del Consejo de Ministros                                                   | 2 de mayo de 2007            |
| 2006-2011             | Alan García                   | 2007 | Luis Alva Castro                                                                      | Ministro del Interior                                                                 | 26 de setiembre de 2007      |
| 2006-2011             | Alan García                   | 2007 | Carlos Vallejos Sologuren                                                             | Ministro de Salud                                                                     | 31 de octubre de 2007        |
| 2006-2011             | Alan García                   | 2008 | Veronica Zavala Lombardi                                                              | Ministra de Transportes y Comunicaciones                                              | 28 de agosto de 2008         |
| 2006-2011             | Alan García                   | 2008 | Enrique Cornejo Ramírez                                                               | Ministro de Vivienda, Construcción y Saneamiento                                      | 13 de noviembre de 2008      |
| 2006-2011             | Alan García                   | 2009 | Yehude Simon Munaro                                                                   | Presidente del Consejo de Ministros                                                   | 25 de junio de 2009          |
| 2006-2011             | Alan García                   | 2009 | Mercedes Cabanillas Bustamante                                                        | Ministra del Interior                                                                 | 25 de junio de 2009          |
| 2006-2011             | Alan García                   | 2009 | Pedro Sánchez Gamarra                                                                 | Ministro de Energía y Minas                                                           | 7 de octubre de 2009         |
| 2006-2011             | Alan García                   | 2010 | José Antonio Chang Escobedo                                                           | Ministro de Educación                                                                 | 23 de marzo de 2010          |
| 2011-2016             | Ollanta Humala                | 2012 | Daniel Lozada Casapia                                                                 | Ministro del Interior                                                                 | 9 de abril de 2012           |
| 2011-2016             | Ollanta Humala                | 2012 | Patricia Salas O'Brien                                                                | Ministra de Educación                                                                 | 16 de agosto de 2012         |
| 2011-2016             | Ollanta Humala                | 2013 | Juan Jiménez Mayor                                                                    | Presidente del Consejo de Ministros                                                   | 12 de abril de 2013          |
| 2011-2016             | Ollanta Humala                | 2013 | Gladys Triveño Chan Jan                                                               | Ministra de la Producción                                                             | 13 de junio de 2013          |
| 2011-2016             | Ollanta Humala                | 2013 | Pedro Cateriano Bellido                                                               | Ministro de Defensa                                                                   | 1 de agosto de 2013          |
| 2011-2016             | Ollanta Humala                | 2013 | Wilfredo Pedraza Sierra                                                               | Ministro del Interior                                                                 | 15 de agosto de 2013         |
| 2011-2016             | Ollanta Humala                | 2013 | Midori de Habich Rospigliosi                                                          | Ministra de Salud                                                                     | 3 de octubre de 2013         |
| 2011-2016             | Ollanta Humala                | 2014 | Pedro Cateriano Bellido                                                               | Ministro de Defensa                                                                   | 7 de enero de 2014           |
| 2011-2016             | Ollanta Humala                | 2014 | Midori de Habich Rospigliosi                                                          | Ministra de Salud                                                                     | 8 de mayo de 2014            |
| 2011-2016             | Ollanta Humala                | 2014 | Ana Jara Velásquez                                                                    | Ministra de Trabajo y Promoción del Empleo                                            | 8 de mayo de 2014            |
| 2011-2016             | Ollanta Humala                | 2014 | Walter Albán Peralta                                                                  | Ministro del Interior                                                                 | 8 de mayo de 2014            |
| 2011-2016             | Ollanta Humala                | 2014 | Eleodoro Mayorga Alba                                                                 | Ministro de Energía y Minas                                                           | 12 y 22 de setiembre de 2014 |
| 2011-2016             | Ollanta Humala                | 2014 | Midori de Habich Rospigliosi                                                          | Ministra de Salud                                                                     | 22 de octubre de 2014        |
| 2011-2016             | Ollanta Humala                | 2014 | Daniel Urresti Elera                                                                  | Ministro del Interior                                                                 | 23 de octubre de 2014        |
| 2011-2016             | Ollanta Humala                | 2014 | Daniel Figallo Rivadeneyra                                                            | Ministro de Justicia y Derechos Humanos                                               | 11 de diciembre de 2014      |
| 2011-2016             | Ollanta Humala                | 2015 | Gustavo Adrianzén Olaya                                                               | Ministro de Justicia y Derechos Humanos                                               | 13 de octubre de 2015        |
| 2016-2021             | Pedro Pablo Kuczynski         | 2016 | Jaime Saavedra Chanduví                                                               | Ministro de Educación                                                                 | 7 de diciembre de 2016       |
| 2016-2021             | Pedro Pablo Kuczynski         | 2017 | Martín Vizcarra Cornejo                                                               | Ministro de Transportes y Comunicaciones                                              | 18 de mayo de 2017           |
| 2016-2021             | Pedro Pablo Kuczynski         | 2017 | Carlos Basombrío Iglesias                                                             | Ministro del Interior                                                                 | 21 y 22 de junio de 2017     |
| 2016-2021             | Pedro Pablo Kuczynski         | 2017 | Marilú Martens Cortés                                                                 | Ministra de Educación                                                                 | 8 de setiembre de 2017       |
| 2016-2021             | Martín Vizcarra               | 2019 | Vicente Zeballos Salinas                                                              | Ministro de Justicia y Derechos Humanos                                               | 21 y 22 de marzo de 2019     |
| 2016-2021             | Martín Vizcarra               | 2019 | Flor Pablo Medina                                                                     | Ministra de Educación                                                                 | 9 de mayo de 2019            |
| 2016-2021             | Martín Vizcarra               | 2019 | Vicente Zeballos Salinas                                                              | Ministro de Justicia y Derechos Humanos                                               | 2 de setiembre de 2019       |
| 2016-2021             | Martín Vizcarra               | 2020 | Martín Benavides Abanto                                                               | Ministro de Educación                                                                 | 13 de agosto de 2020         |
| 2016-2021             | Martín Vizcarra               | 2020 | María Antonieta Alva                                                                  | Ministra de Economía y Finanzas                                                       | 4 y 7 de setiembre de 2020   |
| 2021-2026             | Pedro Castillo                | 2021 | Walter Ayala                                                                          | Ministro de Defensa                                                                   | 16 de setiembre de 2021      |
| 2021-2026             | Pedro Castillo                | 2021 | Íber Maraví Olarte                                                                    | Ministro de Trabajo y Promoción del Empleo                                            | 30 de setiembre de 2021      |
| 2021-2026             | Pedro Castillo                | 2021 | Juan Silva Villegas                                                                   | Ministro de Transportes y Comunicaciones                                              | 25 de noviembre de 2021      |
| 2021-2026             | Pedro Castillo                | 2021 | Carlos Gallardo Gómez                                                                 | Ministro de Educación                                                                 | 7 de diciembre de 2021       |
| 2021-2026             | Pedro Castillo                | 2022 | Eduardo González Toro                                                                 | Ministro de Energía y Minas                                                           | 31 de enero de 2022          |
| 2021-2026             | Pedro Castillo                | 2022 | Aníbal Torres Vásquez                                                                 | Presidente del Consejo de Ministros                                                   | 12 de mayo de 2022           |
| 2021-2026             | Pedro Castillo                | 2022 | Betssy Chávez Chino                                                                   | Ministra de Trabajo y Promoción del Empleo                                            | 12 de mayo de 2022           |